# Augusta (Montana)
Augusta é uma Região censo-designada localizada no estado americano de Montana, no Condado de Lewis and Clark.

## Demografia
Segundo o censo americano de 2000, a sua população era de 284 habitantes.

## Geografia
De acordo com o United States Census Bureau tem uma área de 
1,4 km², dos quais 1,4 km² cobertos por terra e 0,0 km² cobertos por água. Augusta localiza-se a aproximadamente 1240 m acima do nível do mar.

## Localidades na vizinhança
O diagrama seguinte representa as localidades num raio de 44 km ao redor de Augusta. 